# إسماعيل مونتيس
إسماعيل مونتيس (بالإسبانية: Ismael Montes) (و. 1861 – 1933 م) هو سياسي، ومحام من بوليفيا ولد في لاباز.
تولى منصب رئيس بوليفيا .